# (6345) Hideo
(6345) Hideo est un astéroïde de la ceinture principale.

## Description
(6345) Hideo est un astéroïde de la ceinture principale. Il fut découvert le 5 janvier 1994 à Kitami par Kin Endate et Kazuro Watanabe. Il présente une orbite caractérisée par un demi-grand axe de 3,14 UA, une excentricité de 0,09 et une inclinaison de 7,3° par rapport à l'écliptique.

## Compléments